# Победоносцева, Варвара Петровна
Победоносцева, Варвара Петровна (17 (29) октября 1810 года, Москва —1881; Блюммер), русская писательница, переводчица, старшая сестра Константина и Сергея Победоносцевых.

## Биография
Варвара Петровна Победоносцева — одна из 11 детей профессора Московского университета Петра Васильевича Победоносцева, родившаяся во втором его браке с Еленой Победоносцевой, урождённой Левашовой. Догадки, высказываемые некоторыми авторами и повторяемые на некоторых интернет-ресурсах о том, что она якобы принадлежала дворянскому роду Левашовых, на настоящий момент не имеют документального подтверждения. Напротив, историки констатируют, что «к сожалению, о ней осталось так мало сведений, что пока не установлено даже её отчество», без чего попытки привязать Елену Левашову к той или иной ветви этого обширного рода теряют всякое основание.
Ю. Г. Степанов исследовал одно из писем Елены Победоносцевой. Его лексика свидетельствует достаточную образованность автора (по крайней мере, на 1843 год, когда письмо написано), а адресат (К. С. Сербинович, в 1833—1856 редактор Журнала министерства народного просвещения) — и вхожесть самой Елены и её мужа (по смерти которого написано это письмо) в круги интеллектуальной столичной элиты. Впрочем, и самой Варваре было в момент написания этого письма уже почти 33 года. К этому времени она уже рискнула заявить себя перед читающей русской публикой как продолжательница писательского и переводческого дара, унаследованного ею от отца, который, как писалось в этом письме, «оставил своим детям доброе имя, как по службе, так и между знакомыми».
В год, когда Варвара родилась, её отец, выпускник Заиконоспасской академии (также известной как «Славяно-греко-латинская»), уже несколько лет (с 1807 года) давал уроки российской словесности в одном из первых женских учебных заведений России — Московском училище ордена св. Екатерины.
Начальные знания, необходимые для поступления в училище, Варвара получила дома. Известно, что её отец сумел дать прекрасное домашнее образование младшему сыну, Константину, который в 14 лет поступил в училище правоведения, минуя гимназию
Окончила курс обучения, Варвара Победоносцева в феврале 1828 года. Два года спустя стала публиковаться в «Дамском журнале», где напечатала: «Верность дружбы и нежность любви» (1830 собств. соч.), «Ветурия, мать Кориолана, к Валерии» (1830, пер. с франц.), «Женщины» и «Красноречие Гортензии» (1833, пер. из Томаса), «Ещё несколько восточных анекдотов» (1833).
В 1889 г. Н. Н. Голицын включил В. П. Победоносцеву в изданный им Библиографический словарь русских писательниц. На момент издания Биографического словаря А. А. Половцова (1914) автор статьи о ней, Н. Мичатек, не располагал сведениями о дальнейшей судьбе старшей сестры обер-прокурора Святейшего Синода, и ограничился указанием, что Варвара Петровна «проживала в Москве ещё в 1880 году».

## Место в истории русской литературы
В силу обстоятельств Варваре Петровне Победоносцевой посчастливилось оказаться при рождении в России такого значительного для XXI века жанра, как дамская проза и дамская публицистика. У истоков же этого важного для дам начинания оказался грузинский по происхождению князь П. И. Шаликов. В предшествующем, XVIII веке идея организовать дамское чтение свелась к двум попыткам выпуска журналов мод (в 1779 году Новиков и в 1791 году Окороков), причём обе были неудачными: журналы просуществовали только год. Князь Шаликов же в начале XIX века нацелился на аудиторию, которая в силу низкой социализации и не всегда высокой образованности могла показаться ещё более узкой и малоперспективной. Однако, подхваченный эйфорией ожиданий от образовательных реформ, начатых Александром I, князь Шаликов верил, что число женщин читающих неизбежно возрастёт. И что рано или поздно среди них появятся женщины, переводящие с иностранных языков, и, наконец, женщины, пишущие сами для таких же как они.
Первый его опыт, предпринятый совместно с М. Н. Макаровым (главный редактор), С. И. Крюковым и И. В. Смирновым (скрытым под псевдонимом С-ъ), также был неудачен: выпущенный ими в 1804 году «Журнал для милых» не был продолжен на следующий год. Их надежда, выраженная в обращении к читательницам: «Ежели сверх чаяния огонь в каминах погаснет, то пылкое воображение наших сочинителей и сочинительниц согреет нас… Будем мыслить только, чтобы угодить прекрасному полу», оказалась преждевременной.
Двадцать лет спустя князь Шаликов вернулся к идее своей юности. Выйдя в отставку, в 1823 году он единолично взял на себя выпуск нового издания, назвав его непритязательно, но по-солдатски прямо: «Дамский журнал». Это издание прожило одиннадцать лет. И хотя в круг его постоянных авторов входили такие маститые мужи, как В. Л. Пушкин, Д. П. Шелехов, М. М. Кобозев, С. Д. Нечаев, «Дамский журнал» Шаликова зарезервировал место и для женского литературного творчества. Наряду с переводами, на его страницах появились и первые строки начинающих русских переводчиц и писательниц. В их числе — и Варвара Победоносцева.
Имена Варвары Петровны Победоносцевой и её брата Сергея, также вписавшего себя в историю русской литературы XIX века, вновь вспомянутые и введённые в научный оборот в XXI веке, имеют значимость не только для литературоведов.
Особенную значимость эти личности, а также их архивы, приобретают для учёных в связи с расчисткой от конъюнктурных наслоений фигуры в исторических оценках их младшего брата — всесильного Константина Петровича Победоносцева.
Некоторые критические оценки литературно-публицистического творчества последнего фокусируют внимание на обширных заимствованиях «чужих» идей, мнений. Однако уже при поверхностном сопоставлении как литераторов и самого Константина Петровича, и его брата с сестрой, и, наконец, их отца налицо тождественность их профессионального стереотипа.
Освоение литературы на том или ином иностранном языке для каждого из Победоносцевых не ограничивалось только прочтением.
Отложив наиболее понравившуюся книгу, они находят время и силы взяться за достаточно утомительный труд по её литературному переводу на русский язык. В силу социального положения Победоносцевых за этим не стоит потребность заработать на кусок хлеба. Публикация переводов чужих, но созвучных собственным мыслей — это ещё и способ проведения в массы собственных мыслей и идей. Но и на этом Победоносцевы не останавливались: за переводом чужих книг каждый из них рано или поздно переходил к написанию и изданию собственных публицистических или литературных произведений.
И если при этом иногда заимствовались те или иные мысли из ранее прочитанных авторами книг, в рамках литературной этики XVIII—XIX века это было столь же допустимо, как и сюжетные заимствования Крылова у Эзопа и Лафонтена.